# Правителі Юдеї
У статті подано список правителів Юдеї від перемоги повстання Хасмонеїв проти греків до завоювання Римом 70 року

## Династія Хасмонеїв(152— 37 роки до н.е.)
|                                                                | Ім'я                | Титул                                  | Роки життя (до н. е.) | Роки правління (до н. е.) | Примітки                                                |
| -------------------------------------------------------------- | ------------------- | -------------------------------------- | --------------------- | ------------------------- | ------------------------------------------------------- |
| Макавеї                                                        |                     |                                        |                       |                           |                                                         |
| 1.                                                             | Маттафія Хасмоней   | Вождь повстанців                       | ? — 166               | 170 — 166                 |                                                         |
| 2.                                                             | Юда Макавей         | Вождь повстанців                       | ? — 161 загинув       | 166 — 161                 |                                                         |
| Етнархи та Первосвященики Юдеї                                 |                     |                                        |                       |                           |                                                         |
| 1.                                                             | Йонатан Хасмоней    | Первосвященик                          | ? — 143 загинув       | 152 — 143                 | Започаткува династію первосвящеників Хасмонеїв          |
| 2.                                                             | Симон Хасмоней      | Первосвященик первосвященик та етнарх  | ? — 134 загинув       | 143 — 140 140 — 134       | Встановив незалежне правління династії Хасмонеїв        |
| 3.                                                             | Йоханан Гіркан      | Первосвященик та етнарх                |                       | 134 — 104                 |                                                         |
| Царі та первосвященики Юдеї                                    |                     |                                        |                       |                           |                                                         |
| 4.                                                             | Арістобул I         | Цар і первосвященик                    | ? — 103               | 104 — 103                 | Узурпував трон, започаткував царську династію Хасмонеїв |
| 5.                                                             | Александр Яннай     | Цар і первосвященик                    | 126 — 76              | 103 — 76                  |                                                         |
| 6.                                                             | Саломея Александра  | Цариця                                 | 139 — 67              | 76 — 67                   | Дружина Арістобула, пізніше — дружина Александра Янная  |
| 7.                                                             | Арістобул II        | Цар і первосвященик                    | ? — 49 загинув        | 67 — 63                   | Останній незалежний цар з династії Хасмонеїв            |
| 63 до н. е. — 6 н. е. васал Рима                               |                     |                                        |                       |                           |                                                         |
| 8.                                                             | Йоханан Гіркан II   | Цар етнарх і первосвященик             | 103 — 30 загинув      | 65 63 — 40                |                                                         |
|                                                                | Антипатр Ідуменянин | Фактично співправитель прокуратор Юдеї | ? — 43 загинув        | 63 — 47 47 — 43           | Був призначений Юлієм Цезарем                           |
|                                                                | Александр II Яннай  | Співправитель                          | загинув               |                           | 56 — 48                                                 |
| 40—37 до н. э. тетрархія (розподілення Юдеї на чотири частини) |                     |                                        |                       |                           |                                                         |
| 9.                                                             | Антигон II          | Цар і первосвященик                    | ? — 37? загинув       | 40 — 37                   | Останній цар з династії Хасмонеїв                       |
| 10.                                                            | Арістобул III       | Первосвященик                          |                       | 36                        |                                                         |

## Іродіади(37 до н.е.— 76 н.е.)
| Ім'я                               | Титул | Роки життя                   | Роки правління                    | Примітки |  |
| ---------------------------------- | --- | ---------------------------- | --------------------------------- | --- |  |
| Ірод I Великий                     | Тетрарх Галілеї та Переї цар Юдеї, Ідумеї та Переї                                                                       | 74—4 до н. е.                | 43—40 до н. е. 40/37 — 4 до н. е. | Отримав титул тетрарха від Марка Антонія; 40 року був проголошений царем Юдеї в римському Сенаті; 37 захопив Єрусалим та став царем Юдеї |  |
|                                    | |                              |                                   | |  |
| Ірод Архелай                       | Етнарх Юдеї, Ідумеї та Самарії                                                                                           | 23 до н. е. — 18 н. е.       | 4 до н. е. — 6 н. е.              | Був засланий до Галлії |  |
| 6 н. е.: римська анексія Єрусалима | |                              |                                   | |  |
| Ірод Филип II                      | Тетрарх Ітуреї та інших північно-східних областей: Трахонеї, Батанеї, Гавланитіди, Панеади й Авранитіди (Південна Сирія) | 20? до н. е. — 34 н. е.      | 4 до н. е. — 34 н. е.             | |  |
| Ірод Антипа                        | Тетрарх Галілеї та Переї                                                                                                 | 20 до н. е. — після 39 н. е. | 4 до н. е. — 39 н. е.             | Був засланий до Іспанії імператором Калігулою                                                                                            |  |
| Ірод Агріппа I                     | Тетрарх Трахонеї, Батанеї, Авранитіди й Абілени тетрарх Галілеї та Переї цар Юдеї та Самарії                             | 10 до н. е. — 44 н. е.       | 37—41 39—41 41—44                 | Був наступником Ірода Филипа, Ірода Антипи, а потім і всього царства Ірода Великого                                                      |  |
| Ірод Халкіський                    | Цар Халкіди | 15 до н. е. — 48 н. е.       | 41—48                             | |  |
| Ірод Агріппа II                    | Цар Халкіди правитель Самарії цар Юдеї (Галілеї, Трахонеї, Батанеї й Авранитіди)                                         | 28—96                        | 49—54 48—76 53—91                 | Після руйнування Юдеї 70 року зберіг владу на півночі Ізраїлю                                                                            |  |